# 4446 Carolyn
A 4446 Carolyn (ideiglenes jelöléssel 1985 TT) egy kisbolygó a Naprendszerben. Edward L. G. Bowell fedezte fel 1985. október 15-én.